# Cotillas
Cotillas és un municipi situat al sud-oest de la província d'Albacete, a 156 km de la capital, entre les serres d'Alcaraz i del Segura. Amb 176 habitants(2005). Comprèn les pedanies de Arroyofrío i Río de Cotillas o Resinera.

## Història
Cotillas va ser població d'Alcaraz, passant més tard a ser una de les viles del Senyoriu de les Cinc Viles dels Manrique Lara, comtes de Paredes de Nava, al costat de Villapalacios, Bienservida, Riópar i Villaverde de Guadalimar. Conserva les ruïnes d'un castell, anomenat de la Yedra, i una església rústica probablement del segle xvi.

## Economia
Se cimienta principalment en els sectors de serveis (Turisme) i agricultura.

### Patrimoni i monuments
L'església de tipus rústic, probablement construïda en el segle xvi, es conserva en bones condicions. Part del seu terme s'integra en el Parc Natural de los Calares del Río Mundo y de la Sima, trobant-se la Cova del mateix nom a uns 7 km, també coneguda com a Cova de Los Chorros.

### Festivitats
Celebra les seves festes patronals el primer cap de setmana del mes d'agost, sent el seu patró Sant Joan (24 de juny) i la seva patrona Santa Marina (18 de juliol).

## Administració
| Període      | Nom de l'alcalde/-essa    | Partit polític | Data de possessió |
| ------------ | ------------------------- | -------------- | ----------------- |
| 1979 - 1983  |                           |                | 19/04/1979        |
| 1983 - 1987  |                           |                | 28/05/1983        |
| 1987 - 1991  |                           |                | 30/06/1987        |
| 1991 - 1995  | María Cruz Castillo López | PSOE           | 15/06/1991        |
| 1995 - 1999  | María Cruz Castillo López | PSOE           | 17/06/1995        |
| 1999 - 2003  | María Cruz Castillo López | PSOE           | 03/07/1999        |
| 2003 - 2007  | María Cruz Castillo López | PSOE           | 14/06/2003        |
| 2007 - 2011  | María Cruz Castillo López | PSOE           | 16/06/2007        |
| 2011 - 2015  | n/d                       | n/d            | 11/06/2011        |
| 2015 - 2019  | n/d                       | n/d            | 13/06/2015        |
| 2019 - 2023  | n/d                       | n/d            | 15/06/2019        |
| Des del 2023 | n/d                       | n/d            | 17/06/2023        |